# Новосёлки (Владимирская область)
Новосёлки — деревня в Муромском районе Владимирской области России, входит в состав Ковардицкого сельского поселения. 

## География
Деревня расположена на берегу реки Илевна в 11 км на запад от центра поселения села Ковардицы и в 17 км на северо-запад от Мурома.

## История
В конце XIX — начале XX века деревня входила в состав Ковардицкой волости Муромского уезда, с 1926 года — в составе Муромской волости. В 1859 году в деревне числилось 16 дворов, в 1905 году — 37 дворов, в 1926 году — 45 дворов.
С 1929 года деревня являлась центром Новосельского сельсовета Муромского района, с 1940 года — в составе Пестенькинского сельсовета, с 2005 года — в составе Ковардицкого сельского поселения. 

## Население
| 1859 | 1905 | 1926 | 2002 | 2010 | 2012 | 2021 |
| ---- | ---- | ---- | ---- | ---- | ---- | ---- |
| 118  | ↗232 | ↘217 | ↘0   | →0   | →0   | →0   |